# Транспорт на Кипре
Транспорт на Кипре представлен автомобильным, водным и воздушным сообщениями. Железные дороги на острове на данный момент отсутствуют: последняя железная дорога была разобрана в 1952 году.

## Автомобильный транспорт
По данным 2011 года, общая протяжённость автомобильных дорог на Кипре составляет 20 006 км, из них 13 006 км находятся под контролем государства. 7 000 км дорог контролируются частично признанной Турецкой Республикой Северного Кипра. Дороги с покрытием составляют 8 564 км, грунтовые — 4 442 км. 2 277 км составляют многополосные автомагистрали. Как последствие британского правления, Кипр является одной из четырёх стран Евросоюза с левосторонним движением.

### Автомагистрали
- А1: Никосии — Лимасол
- А2: соединяет А1 возле Пера-Хорио с А3 возле Ларнаки
- A3: Аэропорт Ларнаки — Айия-Напа, также служит объездной дорогой Ларнаки.
- А5: соединяет А1 возле Кофину с А3 возле Ларнаки
- A6: Пафос — Лимасол
- A7: Пафос — Полис (по последнему плану)
- A9: Никосия — Астромеритис (в стадии строительства)
- А22 «Дали»: соединяет промышленный район с Анфуполисом, Лакатамия (третье транспортное кольцо Никосии, по последнему плану)

### Общественные автобусы
В 2006 году было объявлено о крупномасштабном проекте расширения автобусного сообщения и обновлении инфраструктуры на всей территории Кипра при финансовой поддержке Банка Развития Европейского Союза. Новая автобусная сеть вступила в работу в 2010 году.
Система автобусного сообщения получила структурированную нумерацию:
- с 1 по 31 — городские дневные маршруты Лимасола;
- с 40 по 95А — пригородные дневные маршруты Лимасола;
- с 100 по 259 — дневные маршруты Никосии;
- 300-е — ночные маршруты Никосии;
- 101, 102, 201, 301 и 500-е — дневные маршруты района Фамагуса/Айиа-Напа;
- 400-е — маршруты района Ларнаки;
- 600-е — маршруты района Пафоса;
- 700-е — маршруты района Ларнака—Фамагуста/Айиа-Напа;
- N (маршрутный префикс) — ночные маршруты Лимасола.

Автомобильный транспорт является доминирующим видом транспорта на острове. По данным Международной дорожной федерации, в 2007 году Кипр занимал первую строчку по количеству автомобилей на 1000 человек — 742.

## Водный транспорт
Основные порты Кипра:
- в греческой части острова:
  - Ларнака;
  - Лимасол;
  - Василикос;
- в турецкой части острова:
  - Фамагуста;
  - Кирения.

### Торговый флот
По данным 2010 года, Кипр занимает 13 место в мире по размеру торгового флота. Под флагом Кипра зарегистрировано 838 судов, из них 622 принадлежат иностранным государствам, что связано с предоставление правительством судовладельцам удобного флага. Из них:
- 278 балкеров;
- 163 сухогруза;
- 77 химических танкеров;
- 201 контейнеровоз;
- 11 танкеров для жидкого газа;
- 3 пассажирских судна;
- 25 грузопассажирских судна;
- 62 нефтеналивных танкера;
- 5 судов-холодильников;
- 9 ролкеров;
- 4 автомобилевоза.

В других странах зарегистрировано 152 кипрских судна.

## Воздушный транспорт
В 2013 году на Кипре имелось 15 аэропортов, в том числе 13 с бетонным покрытием, 9 вертолётодромов. Имеется три международных аэропорта:
- Ларнака;
- Пафос;
- Никосия.

Международный аэропорт Никосия являлся крупнейшим на острове, но был закрыт для гражданской авиации после турецкого вторжения в 1974 году. В настоящее время в нём базируется Контингент Вооружённых сил ООН по поддержанию мира на Кипре.

### Авиакомпании
- Cyprus Airways — национальная авиакомпания Республики Кипр, прекратившая существование в 2015 году.
- Tus Airways.

## Железнодорождный транспорт
В настоящее время Кипр не располагает железными дорогами. С октября 1905 по Декабрь 1951 года на острове действовала государственная железная дорога Cyprus Government Railway. Она имела протяжённость 122 км и 39 остановок. Колея имела ширину 762 мм. Дорога связывала Фамагусту, Никосию и Морфу. Закрытие и демонтаж дороги произошли по финансовым причинам. До 1974 года функционировал последний участок, использовавшийся на добыче полезных ископаемых.